# Geizhals Preisvergleich
Geizhals Preisvergleich ist ein Online-Preisvergleichsportal, bei dem der Verbraucher sowohl zu den gewünschten Spezifikationen und Anforderungen mehrere Produkte vergleichen kann, als Angebote zum identen Produkt mehrere Angebote auf jeweils einer Webseite findet. Beispielsweise für Notebooks hat Geizhals über 150 Filter und je Notebook bis zu über 100 Händerangebote.

## Marktposition
Laut ÖWA hatte Geizhals im März 2018 rund 2,8 Mio. Unique Clients und zählt damit zu den größten E-Commerce-Plattformen im deutschsprachigen Raum. Im Alexa-Rank war Geizhals.at im Juli 2019 an 41. Position in Österreich. Geizhals ist in Österreich, Deutschland, Großbritannien und Polen mit seinen Services vertreten.

## Geschichte
Geizhals entstand im Jahr 1997 als Hobbyprojekt in Form einer vergleichenden Preisübersicht von Hardwarehändler im Raum Wien, damals noch unter dem Namen Hardware-Preisvergleich. Mit zunehmender Popularität und einer stetig wachsenden Anzahl von Händlern nahm die Website langsam eine der heutigen sehr ähnliche Gestalt an.
1999 schenkten die Gründer des Wiener Internetproviders inode dem Betreiber die Domain geizhals.at, wodurch sich dieser Name sehr schnell als erste Anlaufstelle für Preisvergleiche in Österreich etablierte. Im Rahmen eines Einzelunternehmens erwirtschaftete die Website erste Einkünfte aus Werbeschaltungen; die Teilnahme für Händler war kostenfrei.
Im Juni 2000, nach mehreren von Investoren initiierten Gesprächen, wurde schließlich gemeinsam mit der e-Matrix Online Business Development AG die Preisvergleich Internet Services AG als Vehikel für die Professionalisierung und Kommerzialisierung des Preisvergleichs, der mittlerweile auch mehrere Händler aus Deutschland gelistet hatte, gegründet. Am neuen Unternehmen hielten der ursprüngliche Betreiber und der Investor e-Matrix, der Kapital im sechsstelligen Eurobereich einbrachte, je 50 Prozent. Beim späteren Ausstieg des Investors erwarb der Gründer Marinos Yannikos eine Mehrheit der Aktien. Im Oktober 2013 beteiligte sich der deutsche Heise Verlag mit 24 Prozent an Geizhals. Im Mai 2014 erhöhte der Verlag seine Anteile auf 75 Prozent. Mittlerweile hält Heise über 90 % an der Internet Services AG.
Mit der Gründung der Preisvergleich Internet Services AG wurden erste Mitarbeiter angestellt sowie die Marke Geizhals in Österreich registriert. Es wurde vergeblich versucht, die gleichlautende Domain in Deutschland zu sichern. Das damalige deutsche Schnäppchenportal Geizkragen konnte sich wenige Monate vorher die Marke Geizhals und später die Domain in Deutschland sichern, ab 2003 betrieb es einen konkurrierenden Preisvergleich für den deutschen Markt und leitete geizhals.de auf die eigene Website um. Anfang 2012 gelang es der Preisvergleich Internet Services AG, die deutsche Domain geizhals.de sowie zugehörige Markenrechte und verwandte Domains vom Mitbewerber Geizkragen zu erwerben.

### WIPO-Verfahren
Mittels eines unabhängigen UN-Schiedsgerichtes im Zuge eines sogenannten „WIPO-Verfahrens“ versuchte Geizhals 2005 die entsprechende .com-Domain zu erlangen, die zum damaligen Zeitpunkt nicht offensichtlich von Markeninhabern gehalten wurde, um die vorangegangenen Domainprobleme zu entschärfen. Dieses Verfahren ging zu Ungunsten von Geizhals aus. Die Domain geizhals.com gehört heute (Oktober 2018) aber auch zu geizhals.at.

### Internationalisierung
2009 startete Geizhals eine Ausweitung in den britischen Markt mit der Website skinflint.co.uk. Ein Jahr später wurde das Fundament für die polnische Dependance cenowarka.pl gelegt.

### Heise Gruppe
Im Jahr 2005 begann die österreichische Preisvergleich Internet Services eine Zusammenarbeit mit dem deutschen Heise Zeitschriften Verlag, der bald damit begann, die Daten des Geizhals-Portal für Preisvergleiche auf seinen eigenen Webseiten einzublenden. Im August 2013 übernahm heise online die Vermarktung der Anzeigen auf Geizhals.de. Daraufhin entschied der Verlag im Oktober 2013, sich mit 24 Prozent an dem Preisvergleichsunternehmen zu beteiligen. Im Mai 2014 übernahm Heise durch eine Aufstockung seiner Beteiligung auf 75 Prozent die Mehrheit am Unternehmen. Diese Mehrheit ist seither auf inzwischen über 91 Prozent ausgebaut worden.

### Tarife.at
Im Jahr 2021 übernahm das Unternehmen auch das Mobilfunk- und Telekommunikation-Vergleichsportal Tarife.at mit etwa 350.000 Besuchern monatlich für kolportierte rund 5 Mio. Euro. Die Marke soll bis auf weiteres erhalten bleiben.

## Funktionsprinzip und Services
Eine redaktionell betreute Produktdatenbank bietet Nutzern die Möglichkeit, nach Produkten aus den Bereichen Hard- und Software, Unterhaltungselektronik, Haushaltsgeräte, Sport und Drogerie zu suchen. Mit Hilfe von Eigenschaftsfiltern, Datenblättern, Testberichten, Preisverläufen, Wunschlisten, Livelagerständen und Händlerbewertungen soll eine möglichst umfassende und personalisierte Suche ermöglicht werden.
Nach eigenen Angaben werden ausschließlich neuwertige Artikel angezeigt. Vor einem Vertragsabschluss muss jeder Händler bestimmte rechtliche und qualitative Kriterien erfüllen, die auch in regelmäßigen Abständen überprüft werden.

### Forum
Seit 2000 betreibt Geizhals ein gut frequentiertes Forum, das anfangs als Diskussionsort für Probleme mit Händlern und Produkten dienen sollte, aber heute hauptsächlich vom „Tratsch“-Bereich dominiert wird. Im Jahr 2019 wurde dieser Bereich des Forums bis auf Weiteres geschlossen.

### metashop.at
Im Zuge einer Kooperation mit der Wirtschaftskammer Österreich entwickelte Geizhals 2004 den Metashop, ein Mietshopsystem, das Fachhändlern einen leichten Einstieg in den Onlinehandel gewährleisten soll und den Händlern eine große Anzahl bereits vorhandener und in einem komfortablen GUI-Tool auswählbarer Artikel bietet.

### ISP-Vergleich
Zwischen 2002 und 2017 bot Geizhals in Österreich eine Übersicht von Internetanbindungen mit einer Gesamtpreisberechnung für das erste Jahr und zahlreichen Filtermöglichkeiten an.

### Kooperationen
Um die eigene Reichweite zu erhöhen, pflegt Geizhals seit 2004 sogenannte „White-Label“-Kooperationen. Dabei wird der eigene Content im jeweiligen Design der Partnerseite dargestellt.
Erster, gewichtiger Partner wurde Heise online in Deutschland. Weitere Kooperationspartner sind ComputerBase, PC Games Hardware, Computec Media und winfuture.de.

### bepixelung.org
Die Nutzung von Bildmaterial für die angebotenen Produkte wurde zu einem Problem für Geizhals, da erteilte Bildrechte von Herstellern wieder entzogen wurden. Um dieser Problematik entgegenzuwirken, wurde im Herbst 2008 die Bilddatenbank bepixelung.org geschaffen, die es Usern bis August 2017 ermöglichte, selbstfotografierte Produktbilder auf der Plattform zu veröffentlichen.

### Mobiler Preisvergleich
Seit 2011 sind auch Smartphone-Apps (iOS, Android) für die Geizhalsservices verfügbar, die unter anderem auch zusätzliche Features wie Barcodescan und Routenfunktion bieten.

## Umsatzgenerierung
Geizhals steht den Nutzern kostenlos zur Verfügung. Die Abrechnung mit den Händlern erfolgt über zwei Modelle:
- Pay-per-Click: Händler bezahlen nur für die tatsächliche Userfrequenz, die durch Geizhals generiert wird.
- Pay-per-Order: Hier entstehen für die Händler nur Kosten, wenn ein erfolgreicher Verkauf über Geizhals zustande kommt.

Ein Teil des Umsatzes wird auch über Werbeschaltungen auf der Website erwirtschaftet. Dieser spielt aber nur eine untergeordnete Rolle. Geizhals erlaubt dabei nur benutzerfreundliche Werbung, und z. B. keine Pop-up-Werbung oder Großformate.